# Dub cesmínovitý

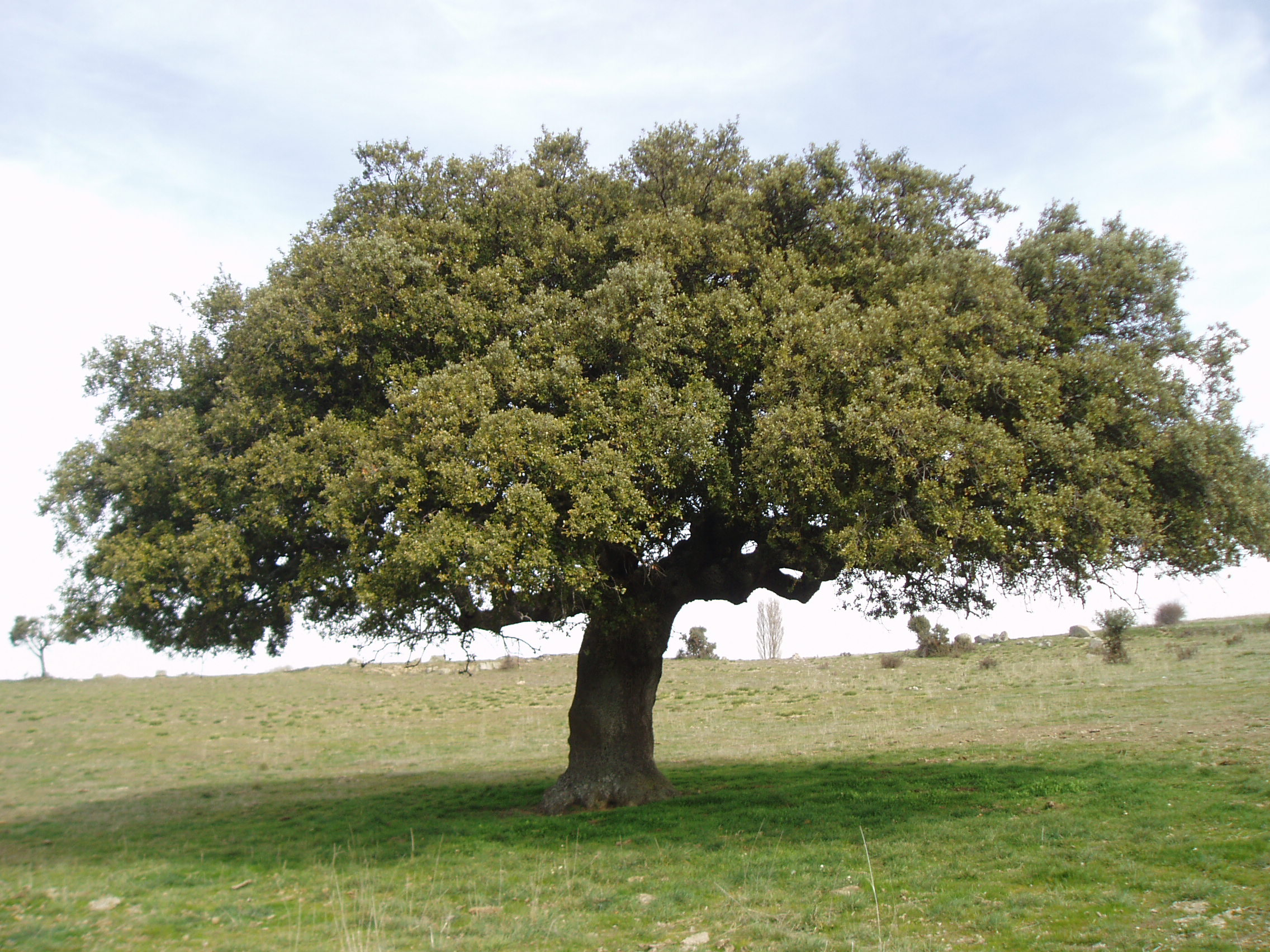
Dub cesmínovitý

Dub cesmínovitý či také dub cesmínový (Quercus ilex), starším označením česvina, je stálezelený strom, vyskytující se v oblasti Středomoří, kde tvořil součást dnes již většinou vykácených stálezelených lesů (tvrdolistých doubrav) a v současnosti roste zejména v porostech středomořské vegetace nazývaných makchie. Ve středoevropských podmínkách není zcela mrazuvzdorný.

## Popis
Dub cesmínovitý je stálezelený strom dorůstající obvykle výšky okolo 15 metrů, výjimečně až 27 metrů. Koruna je široká, okrouhlého tvaru. Kmen bývá krátký, obvykle 1 až 2 metry dlouhý. Borka bývá hladká, tmavě šedá, odlupující se v drobných šupinách. Větve starých stromů jsou často převislé. Letorosty jsou šedě plstnaté. Zimní pupeny jsou drobné, oválné, se silně pýřitými zakřivenými šupinami. Listy jsou tuhé, kožovité, proměnlivého tvaru, nejčastěji eliptické až úzce vejčité nebo vejčitě kopinaté nebo až téměř okrouhlé. Listy jsou 2 až 9 cm dlouhé a 1 až 5 cm široké, na vrcholu špičaté až tupé, na bázi kulaté až klínovité, celokrajné nebo více či méně oddáleně zubaté. Vyzrálé listy jsou svrchu tmavě zelené a lesklé, na rubu bělavě, sivě nebo žlutavě plstnaté. Listy vytrvávají na stromě 2 roky. Žilnatina je tvořena 8 až 10 páry postranních žilek. Řapíky jsou silně pýřité, 3 až 15 cm dlouhé. Samčí květenství se objevují v časném létě a jsou 4 až 7 cm dlouhá. Žaludy jsou jednotlivé nebo až po třech, podlouhle vejcovité až téměř kulaté, 15 až 30 mm dlouhé, asi do poloviny kryté pohárkovitou nebo čihovitou číškou a tenkými plochými krátce chlupatými šupinami. Žaludy dozrávají prvním rokem.

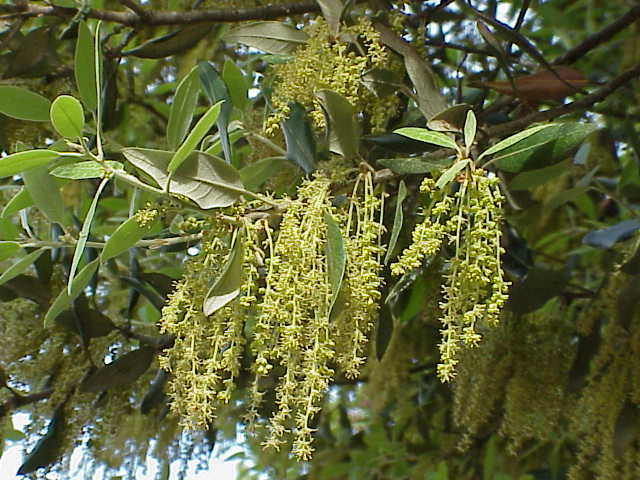
Samčí květenství dubu cesmínovitého
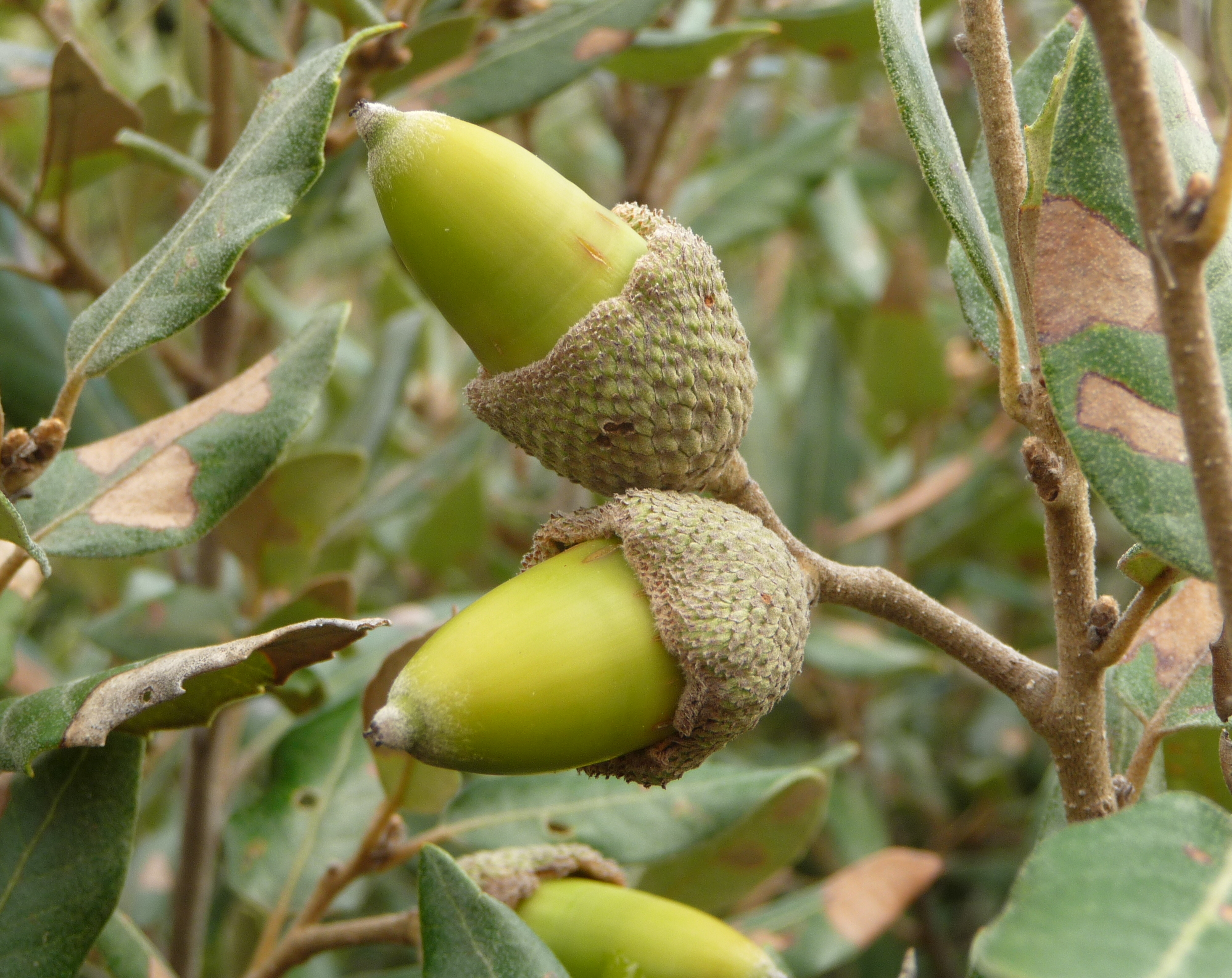
Žaludy dubu cesmínovitého
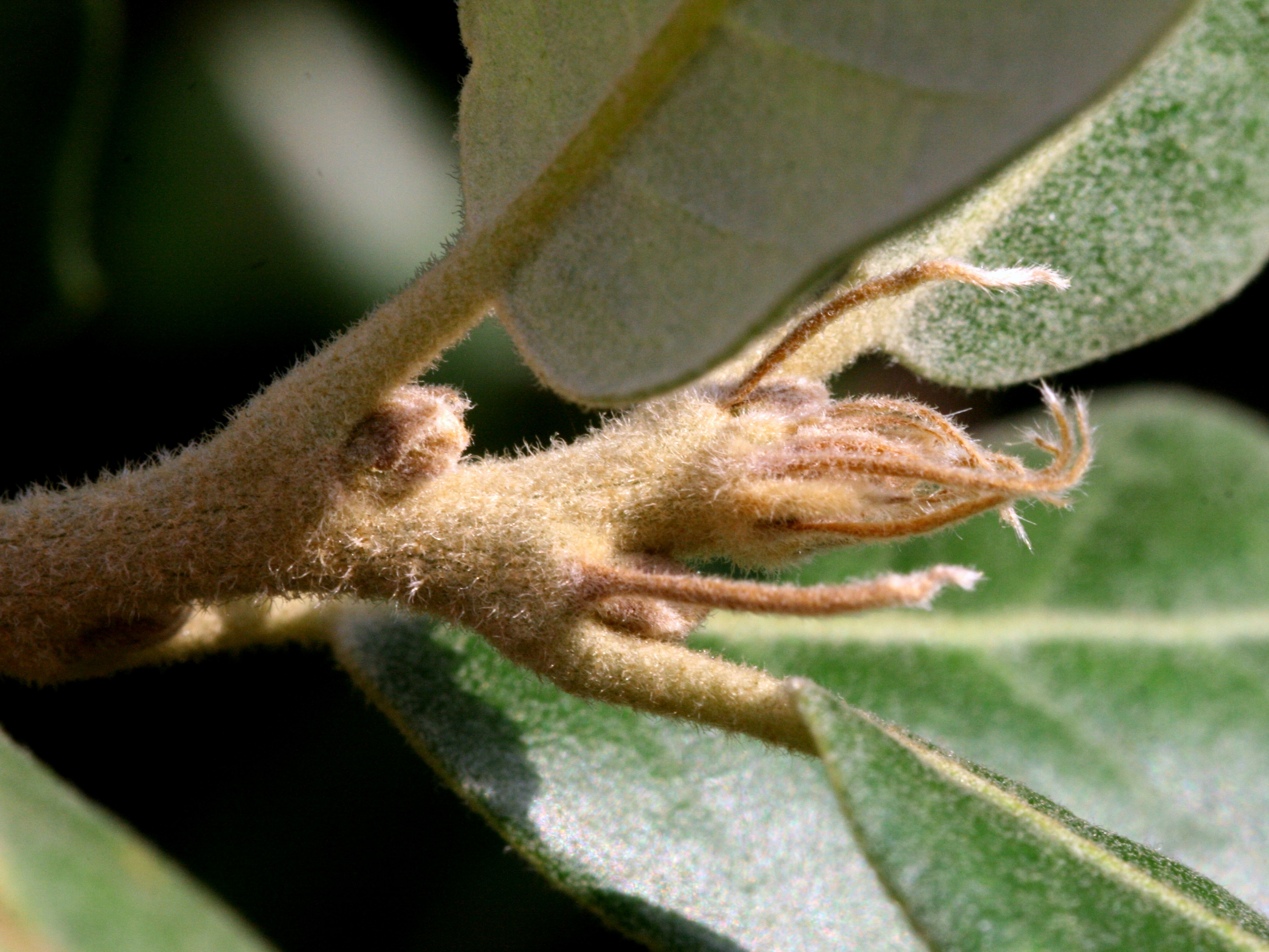
Detail větévky dubu cesmínovitého
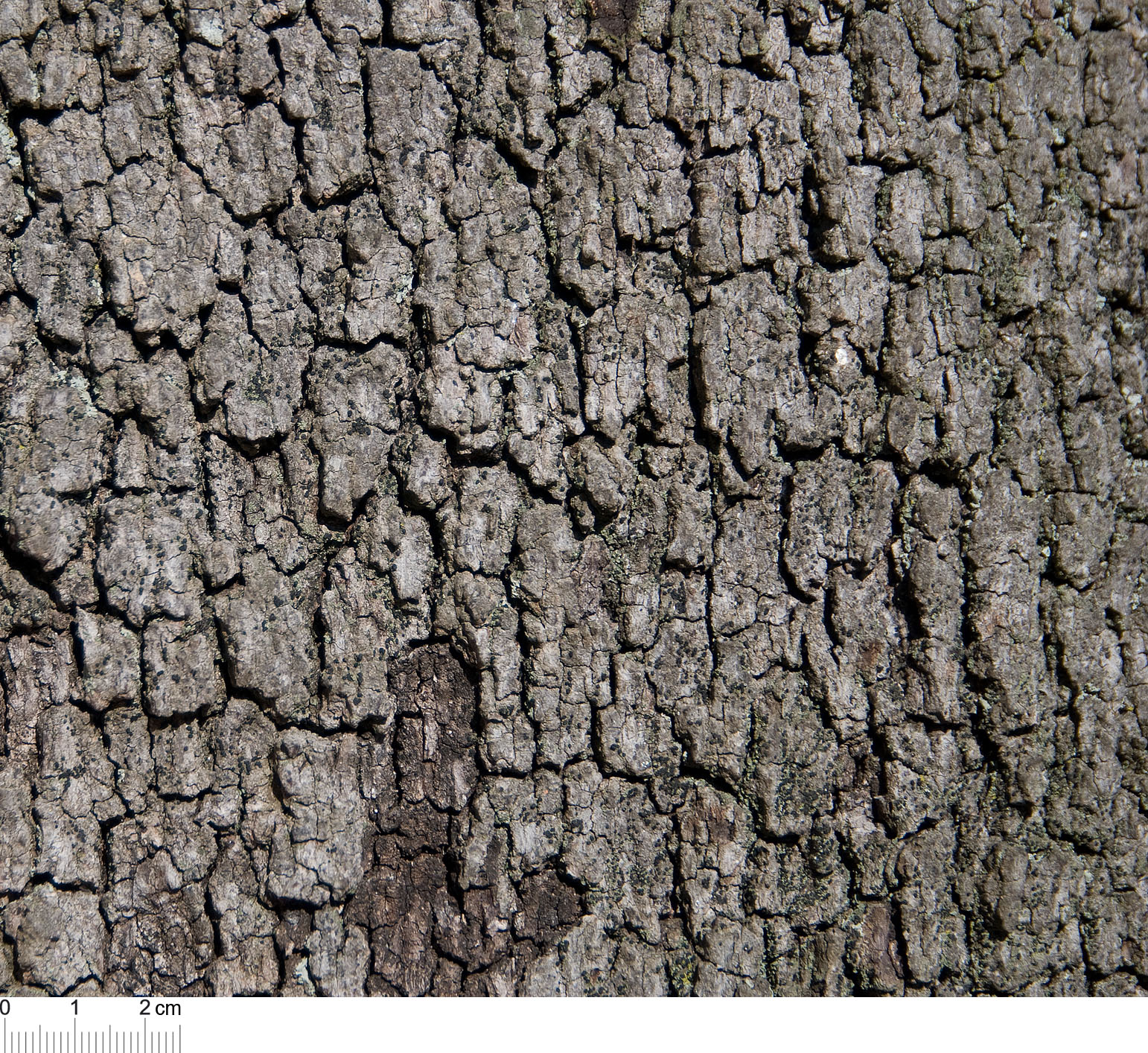
Detail borky dubu cesmínovitého

## Rozšíření
Dub cesmínovitý je rozšířen v celém Středomoří a roste druhotně také na Kanárských ostrovech. Tento dub tvořil jednu z hlavních složek původního středomořského lesa, který byl na převážné většině území vykácen. Dnes roste dub cesmínovitý v porostech nahrazujících původní lesy, tzv. vysoké makchii. Je poměrně často vysazován. Přirozeně roste v nadmořských výškách 0 až 1400 metrů.

## Záměny
Pozor na záměnu jmen se severoamerickým dubem cesmínolistým (Quercus ilicifolia). Ve Středomoří může dub cesmínovitý zaměňován s dubem kermesovým (Q. coccifera), který je však převážně keřovitého vzrůstu a jehož listy jsou tvarově podobné ostnatým listům cesmíny ostrolisté (Ilex aquifolium).

## Taxonomie
Dub cesmínovitý je v rozsáhlém rodu dub řazen do podrodu Cerris a sekce Ilex spolu s dalšími stálezelenými mediteránními duby. Rozlišují se dvě geograficky vikariantní subspecie, někdy pojímané i jako samostatné druhy: dub Quercus rotundifolia (syn. Q. ilex subsp. ballota) roste na Pyrenejském poloostrově a v západním Středomoří, má menší, ale širší okrouhlé listy na líci se sivým odstínem. Quercus ilex s. str. (syn. Q. ilex subsp. ilex) roste ve středním a východním Mediteránu, listy má živěji zelené, úzké až kopinaté.

## Využití
Dub cesmínovitý se využíval ke konstrukci lodí a k výrobě trámů, žaludy sloužily dříve jako potrava pro prasata nebo v dobách nouze jako náhradní surovina pro výrobu mouky. Udává se také, že je možné je využít k výrobě náhražky kávy.
Dub cesmínovitý se pěstuje v řadě kultivarů, v podmínkách střední Evropy však není zcela mrazuvzdorný. Je uváděna USDA teplotní zóna 7 (mrazuvzorný do –17 až –12 °C).